# Elvira Kralj
Elvira Kralj, slovenska igralka, * 16. avgust 1900, Trebče pri Trstu, † 6. september 1978, Ljubljana.

## Življenje
Elvira Terezija Kralj je bila rojena materi Justini, gospodinji, in očetu Ivanu Kralju, ki je bil policijski inšpektor. Odraščala je v številčni družini. Od 12 otrok so številni umrli že v otroštvu. Dva brata, Dušan in Drago, sta v drugi svetovni vojni, leta 1943 pri Grčaricah izgubila življenje. Družina Kralj je bila precej narodnozavedna in povezana s starejšim krilom društva Sokol. Trst je leta 1918 z razpadom Avstro-Ogrske ob koncu prve svetovne vojne prešel pod Italijo in bil deležen fašističnih akcij. Družina Kralj se je kmalu po koncu prve svetovne vojne preselila v Maribor, stran od nevarnosti Italijanov. Tudi tu je Elvira sodelovala v društvih kot so Sokol, Jadran in Nanos. Slednji je povezoval več kot 10.000 primorskih beguncev.

## Delo
Elvira Kralj se je z igralstvom srečala že v rani mladosti, ko je kot šolarka nastopala v tržaškem Narodnem domu Balkan. Pri devetih letih je nastopila v vlogi Pepelke v Trstu. Po dokončani nemški ljudski šoli in dveh razredih nemške višje trgovske dekliške šole v Trstu, je delala v odvetniški pisarni dr. J. Wilfana. Kasneje se je odločila za dramsko šolanje v Mariboru v igralski šoli Hinka Nučiča. Leta 1919 se je pridružila igralskemu ansamblu Mariborskega gledališča. Po izbruhu druge svetovne vojne in prihodu Nemcev se je s šestnajstimi mariborskimi igralci umaknila v Ljubljano, kjer je po več kot 200-ih vlogah v Mariborskem gledališču začela igrati v ljubljanski Drami. Elvira Kralj je prepričljivo upodobila množico raznovrstnih ženskih likov, od prijazne babice, razumevajoče tete, trpeče matere, trdožive ženske, pa vse do hudobnih, ironičnih likov, ki jim je vlila življenje tako na gledaliških odrih, televizijskih zaslonih kot tudi na radiu. Prvič je v filmu nastopila leta 1946, ko je dobila vlogo v sovjetskem filmu Vihar na Balkanu. Kasneje je nastopila tudi v prvem slovenskem celovečernem filmu Na svoji zemlji. Njena najbolj razpoznavna vloga je vloga razumevajoče in hudomušne tete v filmu Vesna ter njegovem nadaljevanju Ne čakaj na maj. Tudi po upokojitvi leta 1952 se ni odrekla igralstvu, ampak je odigrala še nekaj vlog. Umrla je leta 1978 v starosti 78 let. 

### Film
| Leto | Naslov                 |
| ---- | ---------------------- |
| 1952 | Svet na Kajžarju       |
| 1953 | Jara gospoda           |
| 1953 | Vesna                  |
| 1957 | Ne čakaj na maj        |
| 1959 | Tri četrtine sonca     |
| 1962 | Naš avto               |
| 1966 | Madamigella di Maupin  |
| 1967 | Grajski biki           |
| 1967 | Zgodba, ki je ni       |
| 1969 | Leni                   |
| 1975 | Povest o dobrih ljudeh |

## Nagrade
Za svoje delo je prejela več priznanj, med drugim Prešernovo nagrado in kot prva prejemnica tudi Borštnikov prstan. Še danes velja za veliko igralko, ki je srce predala slovenskemu jeziku in igralstvu.
- Prešernova nagrada (1969), za življenjsko delo v gledališki umetnosti
- Borštnikov prstan (1970), prva igralka, ki je prejela Borštnikov prstan